# Lopes de Leão

Paulo Vergueiro Lopes de Leão - Sol matutino, sem data. Acervo do Museu Belas Artes de São Paulo.

Paulo Vergueiro Lopes de Leão (São Paulo, 31 de agosto de 1889 - São Paulo, 1964) foi um pintor e gravador brasileiro. Celebrado pintor oficial, ideologicamente ligado ao academicismo, produziu um vasto conjunto de obras de temáticas históricas e alegóricas, além de excelentes e apreciadas paisagens, destacando-se, assim, como pintor de retratos, paisagens e temas históricos.

## Biografia
Descendente de tradicional família paulista, sendo parente direto do Senador Vergueiro e neto de Policarpo Lopes de Leão, Paulo Vergueiro Lopes de Leão sempre teve inclinação para a pintura, entretanto, seus pais - Antonio Lopes de Leão e Joanna Vergueiro Lopes de Leão - não enxergavam a arte com bons olhos. Então, formou-se em Ciências Jurídicas e Sociais na Faculdade do Largo de São Francisco, aos 21 anos, para atender a vontade paterna - mesmo assim, passava os domingos pintando. Ele não quis advogar e seguiu a carreira artística.
Em 1910, fundou-se em São Paulo uma pequena Escola de Belas Artes particular, com aulas noturnas, fundada pelo arquiteto Dr. Alexandre Albuquerque. O jovem se matriculou, porém, apenas um ano e meio após sua abertura, o estabelecimento teve suas portas fechadas.
Lopes de Leão, como ficou conhecido, obteve uma bolsa de estudos, em 1913, do Pensionato Artístico do Estado de São Paulo, no qual Freitas Valle era padrinho, e foi para a Europa, com o objetivo de aperfeiçoar seus estudos. Fixou-se em Florença, onde estudou com o professor Filadelfo Simi, na Academia de Belas Artes. Estudante árduo, logo progrediu na pintura e no desenho de modelo vivo.
Próximo do fim da bolsa, fez um curso especializado e, ainda em Florença, estudou também gravura, gravura em metal e à água-forte com Mazzoni Zarini, na renomada Scuola d'Incisione all'Acquaforte. Com mais dois anos de pensão no exterior, viajou para a Alemanha e para Holanda, permanecendo, depois, cerca de um ano em Paris, em 1920, onde aperfeiçoa seus estudos no Ateliê Livre do Boulevard Clichy, do professor Louis-François Biloul. Nesse último ano na Europa, integra o Salão dos Artistas Franceses.
Em 1924, retorna a São Paulo e participa da fundação da Sociedade Paulista de Belas Artes, onde atuou nas comissões de premiação e seleção. Em 1936, torna-se simultaneamente presidente do Sindicato dos Artistas Pintores de São Paulo e diretor da Escola de Belas Artes de São Paulo - também iniciou aqui suas atividades como professor titular na Cadeira de Desenho com Modelo Vivo. Em 1939, assume a direção da Pinacoteca do Estado, onde não pôde, infelizmente, fazer tudo o que desejava devido a doença que o atingiu de improviso, tendo que se afastar em 1944.
Em 1954, seu ateliê se localizava no sétimo andar do Edifício Santa Helena, na Praça na Sé, centro de São Paulo. Era um autêntico sótão, com quadros a óleo que representavam as andanças do pintor, do Paraguai a Alemanha.
Ao falecer, em 1964, deixou dona Elisa Keller Lopes de Leão viúva e seus dois filhos solteiros, André Luís e Iacy. Foi sepultado no Cemitério da Consolação, em São Paulo.

### Homenagem a Policarpo Lopes de Leão

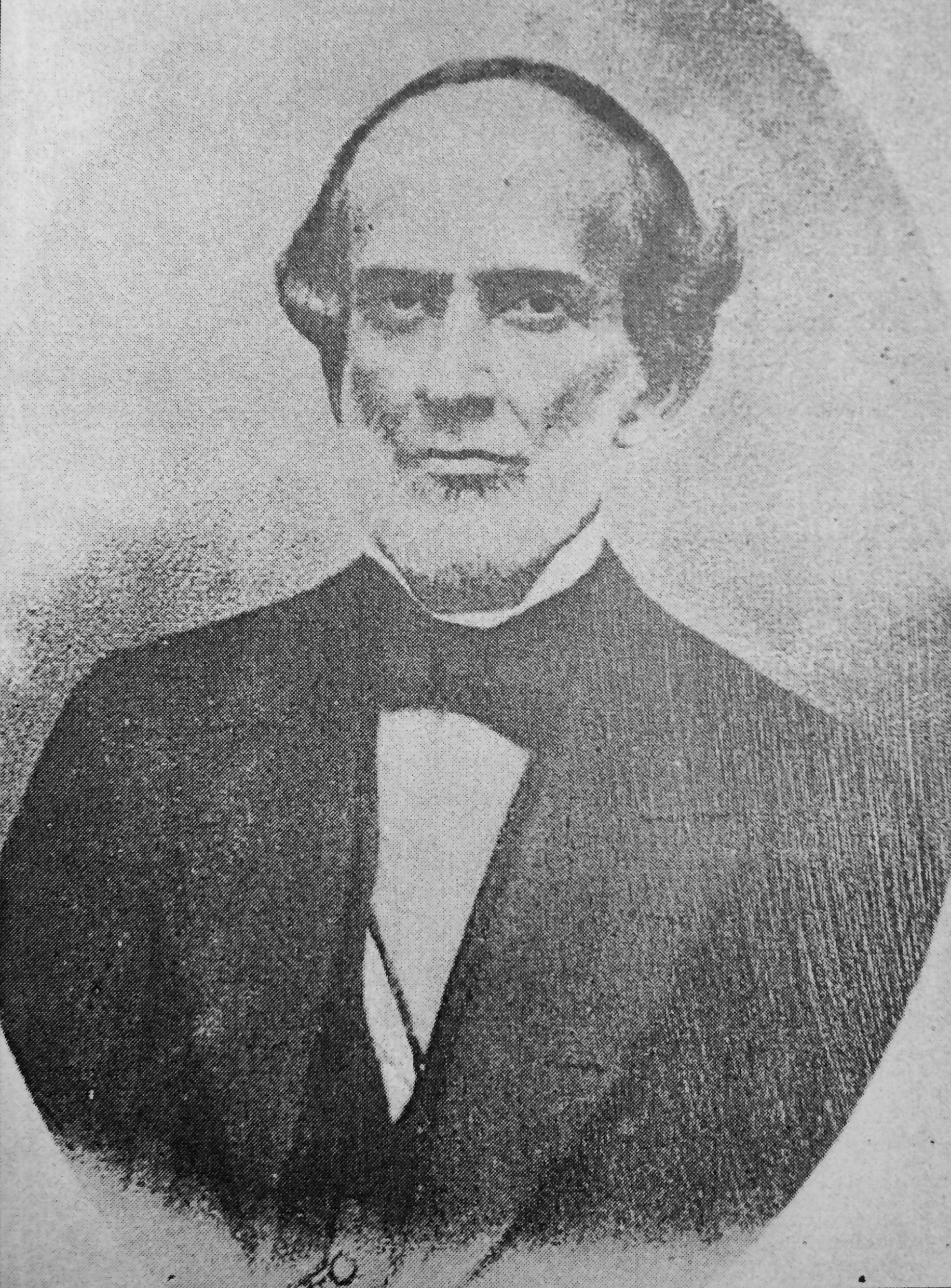
Policarpo Lopes de Leão, avô do pintor.

Paulo Vergueiro Lopes de Leão era neto do doutor Policarpo Lopes de Leão, 26º presidente da Província de São Paulo, no período de 17 de abril a 22 de outubro de 1860. Em 1953, o artista fez uma homenagem singela a memória de seu avô: um retrato a óleo do ilustre homem público. A obra é o único trabalho do pintor após onze anos de enfermidade e foi destinada à Galeria dos Presidentes de São Paulo.
Policarpo Lopes de Leão exerceu cargos importantes na vida pública de todo o país: juiz de direito de Goiânia; chefe de polícia em Pernambuco e na Bahia; chefe de polícia da côrte. Após tais designações, desempenhou o cargo de presidente de São Paulo e, posteriormente, foi juiz dos Feitos da Fazenda Nacional, sendo nomeado desembargador da Relação da Corte dois anos depois.

## Obra
É na década de 1910 que diversos novos artistas começam a expor. Na maioria das obras, a paisagem aparece, mesmo após todos tentarem natureza morta e figura. Paulo do Valle Junior é um dos primeiros a aparecer, seguido dos irmãos Barbosa, Mário e Dario, Monteiro França, Clodomiro Amazonas, José Wasth Rodrigues, Torquato Bassi, Campos Ayres, Alípio Dutra, José Marques Campão, Túlio Mugnaini e Paulo Vergueiro Lopes de Leão.
Lopes de Leão utilizou em sua obra a rica experiência que trouxera do período parisiense. Ele tentou captar as cores do Brasil, mas não conseguiu. Entretanto, sua paleta é bem característica e fácil de ser reconhecida, com tons limpos de amarelo, vermelho e roxo. Nas pinturas das paisagens europeias, a luz é uma grande preocupação e há um excelente colorido, em que ele colocava em grandes áreas com um toque intenso. Seu paisagismo pode ser considerado um exemplo de notação rápida. Durante sua permanência na Itália, Lopes de Leão passava grandes períodos nos Alpes Apuanos. Vestido à moda dos alpinistas italianos, com a caixa de tinta a tiracolo, tela e cavalete em mãos, andava em vales e montanhas, dando asas aos seus objetivos como artista, pintando telas com muita luz e frescor colorido, típicos daquela região.
Na sua pintura, é possível perceber a apropriação de recursos pictóricos impressionistas, como na obra "Paisagem". Nela, utiliza pinceladas justapostas, direcionando efeitos de luz sobre a água e o chão, sem aplicar o contraste claro-escuro ou contornos. Em "Dia de Sol", de 1921, que representa uma cidade interiorana brasileira, Lopes de Leão emprega os mesmos recursos da obra anterior, porém, com contenção de pinceladas e maior preocupação com o entorno.
Procurando inspiração na poesia sutil que há na luz e no ar, o artista interpreta com admirável harmonia e um ritmo artístico incrível, a graça e a beleza de todas as matérias vivas, de todos os ramos da natureza. Entre suas obras: Inverno em Munique, Passa o Regimento, Portas da Conquista, Anchieta, Alma Paulista, Alvorada de Ataque, Esperando as Estrelas.

### "Castro - Capão Alto"
A obra "Castro - Capão Alto" é uma amostra perfeita do tratamento que Lopes de Leão dava ao paisagismo, junto com o gosto por temas históricos, ao retratar a sede de uma das mais importantes fazendas do roteiro das tropas, localizada a 17 km da cidade de Castro, no Paraná.
Essa fazenda, inicialmente, pertencia a Pedro Taques de Almeida e seus familiares, que, em 1704, obtém a primeira sesmaria dos Campos Gerais. Em 1751, foi doada aos padres carmelitas, que iniciam a vida católica no núcleo de Iapó. A propriedade possuía um oratório consagrado a Santo Antônio e um cemitério, mas os carmelitas construíram uma capela para Sant'Ana às margens do rio Iapó, que se transformou no centro de um povoação, conhecida, futuramente, como a cidade de Castro.
Em 1886, a propriedade passa para as mãos de Bonifácio José Batista, cujo título de Barão de Monte Carmelo se originou pelo nome da capela que construiu, dedicada a Nossa Senhora do Carmo.

### "Inverno em Munique"
"Inverno em Munique", de 1922, retrata uma cena típica européia, em que a neve cobre toda a área de uma praça, porém, Lopes de Leão introduziu uma situação diferenciada: pessoas caminham de cabeça baixa para um ponto fora do campo - foco ausente para o observador. O pintor consegue demonstrar o clima gélido ao transformar cada elemento como um protagonista, com um papel certeiro. A neve que está sobre a árvore sugere formas humanas, em que os galhos parecem cabelos e braços. A ideia de silêncio que a obra passa é complementada pela falta de folhas, pelos rostos sem marcas e expressões e pelas janelas fechadas.
O entusiasmo da tela se passa através das pinceladas gestuais em primeiro plano, que são um caminho para as conquistas impressionistas de que se valeu o pintor, mas que guardam um distanciamento da excitação vanguardista, o forte do ano em que a obra foi criada. A tela é harmonicamente definida, tanto na composição simétrica, quanto na técnica e no colorido. Os tons de roxo que puxam para o violeta, presentes no primeiro plano, contrastam com a atitude quieta e recolhida das personagens ao fundo, funcionando como contraponto à rigidez da obra como um todo.

## Exposições e prêmios
Lopes de Leão foi um artista dinâmico e produtivo, participando de várias salões oficiais e exposições individuais e coletivas no Brasil e no exterior. Tais exibições, principalmente as realizadas em São Paulo, sempre obtiveram muito reconhecimento e êxito, tanto artístico quanto financeiro:
- 1911: Primeira Exposição de Belas Artes, no Liceu de Artes e Ofícios de São Paulo (Laosp).
- 1912: Exposição individual, na Casa Aurora, em São Paulo (SP).
- 1913: Exposição individual, em São Paulo (SP).
- 1919: Mostra della Socièta delle Belle Arti, em Florença (Itália).
- 1920: Exposição individual, em Santos (SP).
- 1920: Exposição individual, na Galeria Jorge, no Rio de Janeiro (RJ).
- 1920: Exposição Geral de Belas Artes, no Rio de Janeiro (RJ)
- 1920: Exposição individual, na Casa Byington, em São Paulo (SP).
- 1921: Salon des Artistes Français, em Paris (França).
- 1924: Exposição individual, em São Paulo (SP).
- 1925: Exposição individual, em São Paulo (SP).
- 1928: Grupo Almeida Júnior, no Palácio das Arcadas, em São Paulo (SP).
- 1928: Salão de Belas Artes Muse Italiche, em São Paulo (SP).
- 1929: Exposição individual, em São Paulo (SP).
- 1930: A Primeira Coleção Representativa de Pinturas por Artistas Brasileiros, no Museu Nicholas Roeric, em Nova Iorque (Estados Unidos).
- 1934: Salão Paulista de Belas Artes, em São Paulo (SP).
- 1935: Salão Paulista de Belas Artes (em Janeiro e em Dezembro), em São Paulo (SP).
- 1936: Salão Paulista de Belas Artes, em São Paulo (SP).
- 1937: Salão Paulista de Belas Artes, em São Paulo (SP).
- 1939: Salão Paulista de Belas Artes, em São Paulo (SP).
- 1944: Salão Paulista de Belas Artes, na Galeria Prestes Maia, em São Paulo (SP).
- 1946: Salão Paulista de Belas Artes, na Galeria Prestes Maia, em São Paulo (SP).
- 1954: Salão de Belas Artes de Piracicaba, no Externato São José, em Piracicaba (SP).
- 1954: Salão Paulista de Belas Artes, na Galeria Prestes Maia, em São Paulo (SP).
- 1955: Exposição de longa duração, na Pinacoteca do Estado de São Paulo, em São Paulo (SP).
- 1956: 50 Anos de Paisagem Brasileira, no Museu de Arte Moderna (MAM), em São Paulo (SP).
- 1970: Pinacoteca do Estado de São Paulo, em São Paulo (SP).
- 1978: A Paisagem na Coleção da Pinacoteca: do Século XIX aos Anos 40, na Pinacoteca do Estado de São Paulo, em São Paulo (SP).
- 1986: Dezenovevinte: uma virada do século, na Pinacoteca do Estado de São Paulo, em São Paulo (SP).
- 1988: Brasiliana: o homem e a terra, na Pinacoteca do Estado de São Paulo, em São Paulo (SP).
- 2003: Pintores do Litoral Paulista, na Sociearte, em São Paulo (SP).
- 2013: O Pensionato Artístico na República Velha (1889-1930), na Pinacoteca do Estado de São Paulo, em São Paulo (SP).

Diante do seu trabalho como pintor de paisagens, retratos e de temas históricos, o artista ganha alguns prêmios, sendo os principais: a Pequena Medalha de Ouro, recebido em 1935 pela Sociedade Paulista de Belas Artes; em 1952, o prêmio Assembleia Legislativa do Estado; e em 1964, a Grande Medalha de Ouro, como homenagem póstuma.